# Приводнение DC-8 в Сан-Франциско
Приводнение DC-8 в Сан-Франциско — авиационная авария, произошедшая в пятницу 22 ноября 1968 года в заливе Сан-Франциско. Самолёт Douglas DC-8-62 японской авиакомпании Japan Airlines выполнял международный пассажирский рейс из Токио в Сан-Франциско, но при заходе на посадку он опустился ниже глиссады и врезался в водную поверхность, однако остался цел. В результате данного инцидента никто не погиб, а сам самолёт впоследствии был восстановлен. Событие получило широкий резонанс, когда на судебных слушаниях командир самолёта Кохэй Асо сразу признал собственную вину довольно необычным образом, что впоследствии получило название «Защита Асо».

## Самолёт
Douglas DC-8-62 с регистрационным номером JA8032 (заводской — 45954, серийный — 362) был выпущен 17 апреля (по другим данным — 18 мая) 1968 года, то есть на момент инцидента его «возраст» составлял 7 (либо 6) месяцев. Был оборудован четырьмя турбореактивными двигателями Pratt & Whitney JT3D-3B, которые за период эксплуатации до инцидента не менялись. 27 мая борт JA8032 был доставлен заказчику — японской национальной авиакомпании Japan Airlines, где также получил имя Shiga (志賀 — Сига). Последнее техническое обслуживание авиалайнер проходил 17 ноября 1968 года при общей наработке 1628 часов 54 минуты. Общая наработка самолёта на 22 ноября 1968 года составляла 1707 часов 54 минуты.
Перед вылетом в баки самолёта залили 153 000 фунтов (69 400 кг) авиакеросина «B», а взлётный вес брутто был оценён в 322 012 фунтов (146 062 кг) при центровке 25,3 % САХ. При посадке по расчётам в баках оставалось 40 000 фунтов (18 100 кг) топлива, то есть посадочный вес самолёта составлял 212 012 фунтов (96 167 кг) при центровке 25,0 % САХ. При установленном для данного самолёта максимальном взлётном весе 335 000 фунтов (152 000 кг) фунтов и центровке от 18,2 до 32,3 % САХ вес и центровка лайнера на протяжении всего полёта находились в пределах допустимого.

## Экипаж
- Командир воздушного судна — 46-летний японец Кохэй Асо (Kohei Asoh). До прихода в гражданскую авиацию в период Второй мировой войны служил в японских ВВС лётчиком-инструктором. В авиакомпанию Japan Airlines устроился в апреле 1954 года. Был квалифицирован на Douglas DC-4, -6, -7, -8, Convair 880 и Boeing 727. На командира DC-8 был квалифицирован в декабре 1966 года. По данным авиакомпании, на 31 октября 1968 года имел общий налёт 9794 часа 34 минуты, в том числе 1062 часа 5 минут на DC-8. Проверочный полёт по маршруту Токио — Сан-Франциско проходил 4 января 1968 года, после чего с июля по октябрь выполнил 10 полётов на самолётах модели DC-8-62 (из них три — на борту JA8032). Данный полёт был 11-м, отдых перед ним составил 8 дней[5][6][7].
- Второй пилот — 34-летний американец Джозеф Хейзен (англ. Joseph Hazen). До прихода в гражданскую авиацию служил лётчиком в Корпусе морской пехоты. Летом 1959 года устроился было в Northwest Airlines, но затем ушёл в отпуск длительностью более года. К концу 1961 года работал в Overseas National Airways, когда получил предложение от малоизвестной тогда Air America, которая работала в Юго-Восточной Азии. Был квалифицирован на Douglas DC-4, -6 и -7. Также в Air America получил квалификацию командира DC-6. В июле 1968 года устроился в Japan Airlines, после чего с июля по август прошёл обучение на DC-8. По данным авиакомпании, на 31 октября 1968 года имел общий налёт 9611 часов 45 минут, в том числе 17 часов 45 минут на DC-8. Отдых перед данным полётом составил 3 дня[6][7].
- Бортинженер — 40-летний американец Ричард Фанинг (англ. Richard Fahning). В Japan Airlines с 13 января 1968 года. По данным авиакомпании, на 31 октября 1968 года имел общий налёт 4705 часов 6 минут, в том числе 557 часов 6 минут на DC-8. Отдых перед данным полётом составил 5 дней[6].
- Штурман — 27-летний японец Итирё Судзуки (Ichiryo Suzuki). В Japan Airlines с 1 апреля 1966 года, а 16 декабря 1967 года получил квалификацию штурмана. Имел общий налёт 653 часа 17 минут, все на DC-8. Отдых перед данным полётом составил более 4 дней[1].

В салоне работали старший стюард, два стюарда и четыре стюардессы.

## Хронология событий
Экипаж заступил на работу в 15:30 по Токийскому времени и принял борт JA8032. Ему предстояло выполнить регулярный беспосадочный пассажирский рейс JAL 2 из Токио в Сан-Франциско, расчётное время вылета 17:00. Однако в предыдущем полёте самолёта выяснилась серьёзная неисправность — на эшелоне 280 (8,5 км) разница в показаниях высотомеров со стороны командира и второго пилота достигала 100 футов. В связи с этим рейс 2 задержался примерно на 27 минут до устранения неисправности. В 17:36 местного времени (08:36 UTC) с 96 пассажирами (90 взрослых и 6 детей) и 11 членами экипажа на борту авиалайнер вылетел из Токийского аэропорта. При взлёте и наборе высоты серьёзных проблем не возникло, разве что при первой уборке шасси передняя стойка не встала на замки убранного положения, но после повторной уборки она зафиксировалась в нормальном порядке, поэтому полёт был продолжен. Сам полёт проходил без отклонений под контролем автопилота. Эшелоном полёта сперва на протяжении 1 часа 15 минут был 290 (8,8 км), затем 4 часа — 330 (10,1 км), а оставшиеся 2 часа 50 минут — 370 (11,3 км). В 16:54 UTC рейс 2 показался на экране радиолокатора в Оклендском центре управления воздушным движением, от которого находился в 169 милях по азимуту 257°, после чего получил разрешение следовать на Сан-Франциско через Вудсайд.
В 16:59 UTC с самолёта доложили о начале снижения с эшелона 370, а в 17:10 по запросу диспетчера было доложено о прохождении эшелона 130 (4,0 км). Через минуту диспетчер сообщил, что в аэропорту Сан-Франциско видимость на взлётно-посадочной полосе составляет 3500 футов (1070 метров). Для того, чтобы сохранять указанный диспетчером временной интервал, два двигателя были переведены в режим реверса. В 17:11, находясь в 29,5 милях к западу от Вудсайда, экипаж перешёл на связь с диспетчерским центром TRACON, а в 17:11:50 получил разрешение снижаться до 5000 футов (1,5 км). В 17:12:54 с самолёта было доложено о прохождении высоты 8000 футов (2,4 км), а в 17:14:11 самолёт уже был на высоте 6500 футов (2,0 км). В 17:14:51 командир запросил погоду в районе глиссады, а не у точки входа в неё, после чего сообщил, что самолёт в 6 милях восточнее от входа в глиссаду и рассчитывает на прямой заход. В 17:16 диспетчер сообщил, что на полосе 28 видимость составляет 4000 футов (1,2 км), после чего дал разрешение снижаться и занимать высоту 4000 футов и доворачивать влево на курс 040°. Ещё через минуту рейсу 2 было дано указание снизить скорость до 180 узлов. В 17:18:30 было дано указание довернуть на курс 020°, а в 17:19:40 было разрешено снижаться и занимать высоту 2000 футов (610 метров). В 17:20:11 диспетчер передал: Джапан Эйр два, поворот левый на три один ноль, [вы] в восьми милях от дальнеприводного радиомаяка, разрешается пересечение дальнеприводного радиомаяка на один шесть ноль узлов. Экипаж подтвердил получение информации. Когда самолёт пролетал над указанным радиомаяком, в 17:20:44 экипажу об этом сообщил диспетчер и дал указание доворачивать на курс 280°, что было подтверждено.
Самолёт начал выполнять снижение к полосе, при этом закрылки были выпущены на 23°, а затем экипаж начал зачитывать контрольную карту перед посадкой. В процессе зачитывания карты второй пилот заметил, что переключатель NAV автопилота со стороны командира стоял в положении «VOR LOC». Самолёт пересёк линию посадочного курса в 8 милях восточнее внешнего радиомаяка, но левым доворотом возвращён на требуемый курс. Сам командир позже сказал, что после захвата сигнала радиомаяка он перевёл свой переключатель NAV в положение «ILS». Со слов командира, он проверил угол наклона глиссады по огням курсо-глиссаданой системы, однако не был уверен в своей правильности. Также когда был захвачен курсовой радиомаяк, а переключатель автопилота поставлен в положение «ILS», высотомер показывал 2500 футов (760 метров), а индикатор воздушной скорости — 160 узлов. Далее командир попытался выдерживать глиссаду с помощью авиагоризонта, но тот колебался, тогда пришлось использовать радиокомпас, как более надёжный в данном случае инструмент. Однако при этом командир попросил второго пилота контролировать ситуацию по авиагоризонту. Самолёт продолжал следовать под управлением автопилота, когда ещё в 17:20:54 диспетчер сообщил экипажу, что, затягивая с поворотом на посадочный курс, они осложняют движение других рейсов, после чего дал разрешение на посадку. В 17:21:40 диспетчер дал указание рейсу 2 переходить на связь с диспетчером посадки. В 17:21:55 экипаж связался с диспетчером посадки, который сообщил их местонахождение — 33 мили восточнее дальнеприводного радиомаяка и вторые в очереди на посадку после находящегося в 6 милях перед ними Boeing 727. 17:23:39 по запросу диспетчера экипаж сообщил, что их скорость 157 узлов. Через минуту диспетчер сообщил, что в миле от них на радиолокаторе наблюдается медленно движущийся в южном направлении объект, однако пилоты ничего такого не увидели. В 17:24:28 рейсу 2 было дано разрешение на посадку и сообщено, что ветер у земли 350° 5 узлов, однако с самолёта не ответили.
Над Сан-Франциско в это время стояла тихая погода, над водой стелился густой туман с нижней границей 300 футов (90 метров), а на некоторых участках — 200 футов (60 метров). Вертикальная скорость снижения была порядка 1000 футов (300 метров) в минуту. Экипаж выпустил шасси и полностью довыпустил закрылки, а чтение контрольного списка перед посадкой было завершено. В процессе снижения командир также заметил, что несмотря на ремонт в Токио, высотомер со стороны командира по сравнению с высотомером со стороны второго пилота завышает показания на 120 футов. В таких условиях полностью полагаться на высотомеры пилоты уже не могли, в связи с чем командир при выполнении захода начал использовать радиовысотомер. Далее, сравнив показания своего высотомера с радиовысотомером, командир обнаружил, что высотомер показывает высоту 500 футов, тогда как барометрический высотомер — 600 футов. Тогда командир спросил у второго пилота, какая у того стоит настройка давления, на что второй пилот передал, что «30.31» — последняя указанная диспетчером. Далее после снижения под высоту 500 футов второй пилот, с его слов, стал вслух выкрикивать показания высоты каждые 100 футов, однако командир утверждал, что не слышал этого. Сам командир установил свой радиовысотомер на высоту принятия решения 211 футов, а когда сработал индикатор достижения данной высоты, посмотрел на показания барометрического высотомера, который показывал 300 футов. После этого командир перевёл взгляд вверх в иллюминатор, чтобы разглядеть огни полосы. Второй пилот после сигнала о достижении высоты принятия решения доложил о выходе из облачности, а затем закричал: Мы слишком низко. Поднимаемся, поднимаемся. Командир тоже к тому моменту понял опасность ситуации и уже увеличил режим двигателей, после чего начал пытаться уводить самолёт на второй круг. Однако одновременно с этим сперва правая, а затем и левая стойка основного шасси врезались в воду. В этот момент второй пилот глянул на свой высотомер — тот показывал 100 футов при настройке давления 30.31. Командир, почувствовав удар шасси об воду, сразу убрал режим двигателей, так как понимал, что самолёт может зарыться носом в воду и перевернуться на спину. Развернувшись вправо на курс 217°, авиалайнер в 17:24:24 UTC (09:24:24 PST) остановился на мелководье в 2,5 милях от торца полосы 28L. Почувствовав, что шасси упёрлись в дно и погружение прекратилось, командир объявил эвакуацию.
Все 107 человек на борту были успешно эвакуированы, никто не получил никаких травм ни при столкновении с водой, ни при эвакуации. У самолёта были повреждены только закрылки и предкрылки на правой плоскости крыла, а также несколько колёс шасси, однако в целом авиалайнер не пострадал. Через два дня и спустя 55 часов после происшествия его извлекли из воды и на барже перевезли в аэропорт Сан-Франциско, где поставили на ремонтную базу авиакомпании United Airlines.

## Расследование
Всю ответственность за случившееся взял на себя командир воздушного судна Кохэй Асо.

### «Защита Асо»
Расследование инцидента вёл Национальный совет по безопасности на транспорте США. Капитан Асо был вызван в качестве главного свидетеля. Руководитель комиссии по расследованию задал вопрос, как умудрился капитан посадить свой самолёт на воду в бухте Сан-Франциско в двух с половиной милях от аэропорта, прямо по курсу посадочной полосы. По всей видимости, комиссия ожидала пространного ответа со ссылкой на различные обстоятельства, помешавшие капитану разобраться в обстановке. Однако тот дал неожиданно прямой и самокритичный ответ: «Как говорят у вас в Америке, я облажался» (англ. As you Americans say, I fucked up), что моментально обезоружило комиссию и привело к скорому свёртыванию процедуры. Данная история позднее была описана американским бизнес-консультантом Дж. Б. Харви в его книге «Парадокс Абилина». Способ обезоруживания оппонента своей прямотой был назван им «Защита Асо» (англ. «Asoh Defence»). Данное название было впоследствии использовано в целом ряде книг по теории управления.

## Последствия
Вследствие низкого налёта самолёта и сравнительно небольших повреждений руководство авиакомпании посчитало целесообразным отремонтировать машину. Ремонт обошёлся в сумму около 4 миллионов долларов. Повторно DC-8 поднялся в воздух на 10-минутный испытательный полёт 26 марта 1969 года. В дальнейшем авиакомпания Japan Airlines эксплуатировала самолёт на пассажирских линиях ещё 14 лет до 1983 года. Далее DC-8 сменил несколько владельцев, в конце 80-х годов был переоборудован в грузовой самолёт и был списан в 2004 году.
Кохэй Асо не был уволен из авиакомпании, а был лишь понижен в должности до второго пилота, и в дальнейшем совершал полёты на грузовых воздушных судах до выхода на пенсию в конце 1980-х годов.
Это решение руководства авиакомпании особо отметил в своей книге «Пятая дисциплина: искусство и практика самообучающейся организации» (англ. The Fifth Discipline: The art and practice of the learning organization) американский учёный Питер Сенге:

Обучающиеся организации склонны прощать своих людей, потому что, как говорит Джон Роллваген, генеральный директор компании Cray Research, «совершить ошибку — это само по себе хорошее наказание».— Питер Сенге. Пятая дисциплина